# WACO Classic Aircraft
A WACO Classic Aircraft Corporation é uma fabricante de aeronaves americana localizada em Battle Creek, Michigan. Foi fundada em 1983 como Classic Aircraft Corporation e agora é chamada de WACO Aircraft Corporation.

## Visão geral
A WACO Classic Aircraft constrói, em números relativamente pequenos, um biplano de três lugares, o WACO Classic YMF, com base nos planos de fabricação originais que foram arquivados pela Waco Aircraft Company na Biblioteca do Congresso e, portanto, disponíveis. As aeronaves são construídas no Aeroporto W. K. Kellogg em Battle Creek, Michigan. A empresa também repara WACOs "clássicos" originais e aeronaves vintage.
Embora a aeronave que constrói tenha um design antigo, a WACO Classic Aircraft atualizou muitos sistemas, como os freios, para uma tecnologia mais nova e segura. Eles são construídos com muitos dos métodos originais de construção manual e são procurados como uma aeronave clássica de cabine aberta, mas com eletrônica digital moderna. Em 2021, a Waco Classic oferece apenas dois dos vários modelos "WACO" que foram construídos originalmente, o "WACO YMF-5" e o "Great Lakes 2T-1A-2". Mais de 100 novas aeronaves "YMF-5C" foram concluídas em 2007.

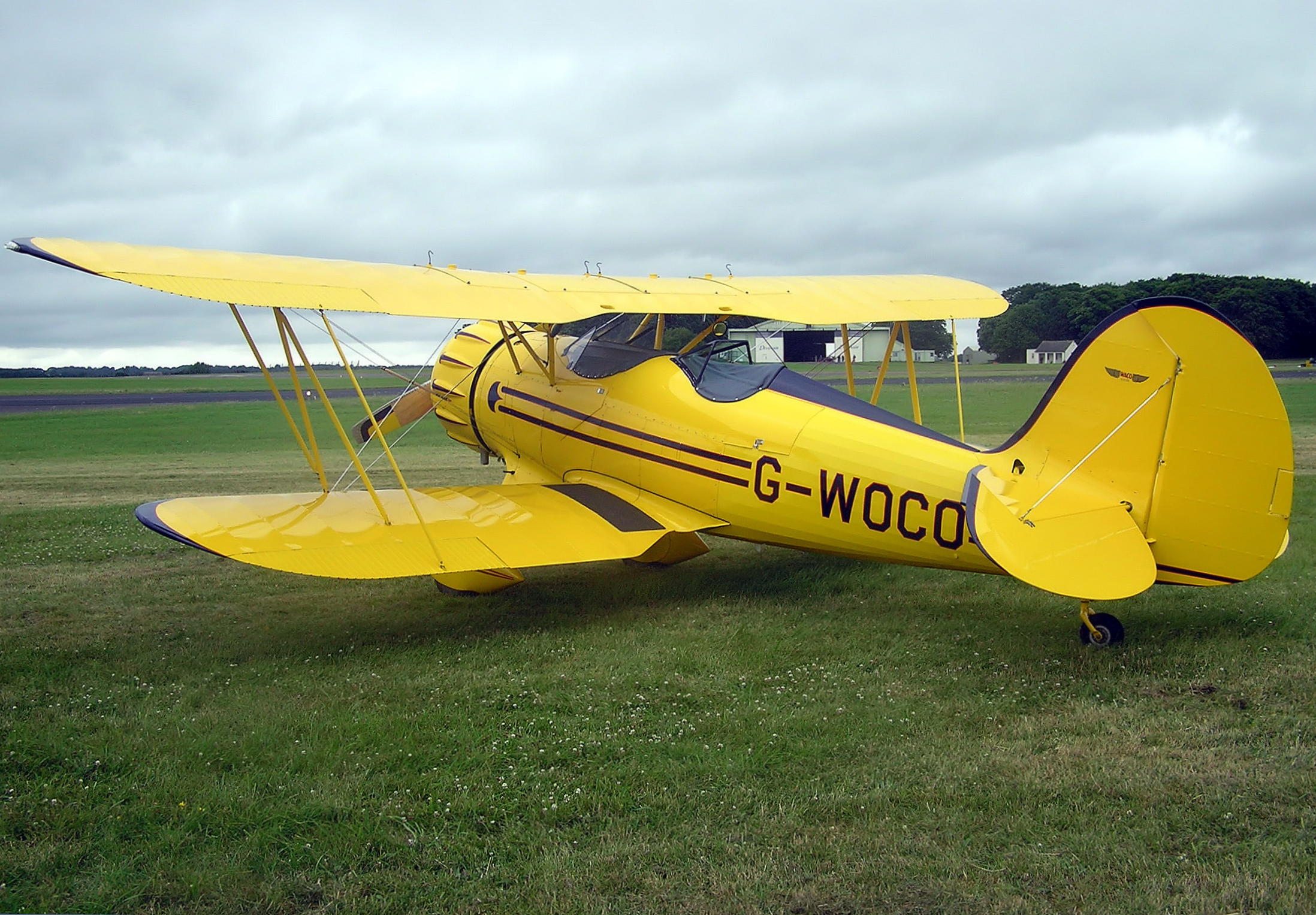
Um biplano WACO Classic YMF-5C, construído em 2000.

Em junho de 2009, a empresa anunciou a versão aprimorada "YMF-5D", movida por um motor Jacobs R-755-A2 de 300 cv (224 kW). O tipo deveria ser certificado em outubro de 2009 e apresenta uma hélice da MT-Propeller, um interior luxuoso de couro, novas carenagens leves de fibra de carbono para as rodas e o motor, um pacote de aviônicos atualizado e um porta-copos.
Em janeiro de 2011, a empresa anunciou que colocaria o biplano Great Lakes Model 2T-1A-1/2 de volta em produção. A aeronave não estava disponível desde 1980. A aeronave incorpora várias mudanças, incluindo um cockpit maior e aviônicos avançados. É equipado com o motor Lycoming AEIO-360-B1F6. Em maio de 2012, a empresa anunciou que a primeira produção do modelo "Great Lakes" estava sendo construída e foi concluída em junho de 2013.
Em novembro de 2018, a empresa foi adquirida pelo Dimor Group Inc., com sede em Fort Lauderdale na Flórida.

## Produtos
- WACO Classic YMF
- Great Lakes Model 2T-1A-1/2